# Stefan Majchrowski

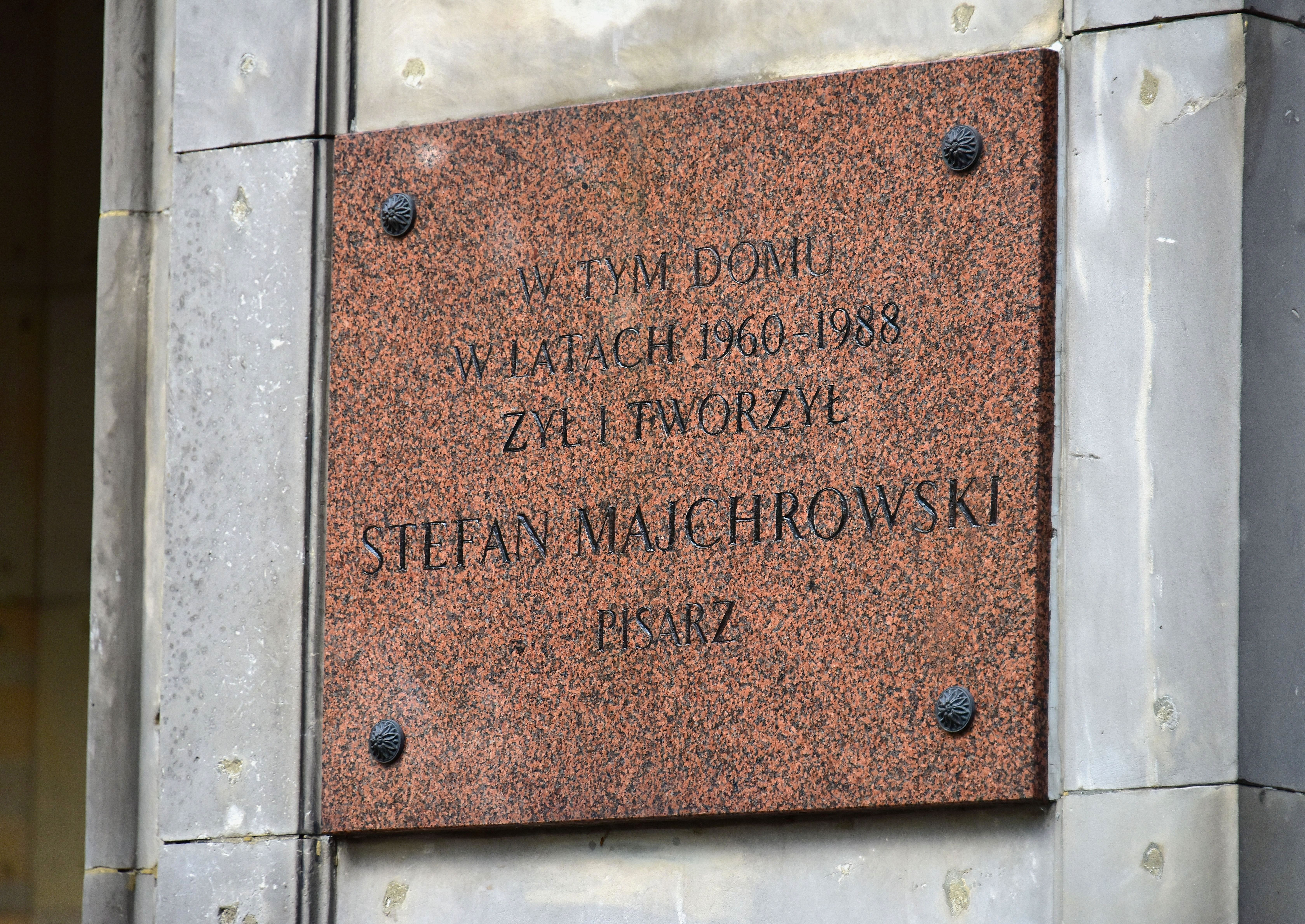
Tablica upamiętniająca Stefana Majchrowskiego na pl. Konstytucji 4
w Warszawie

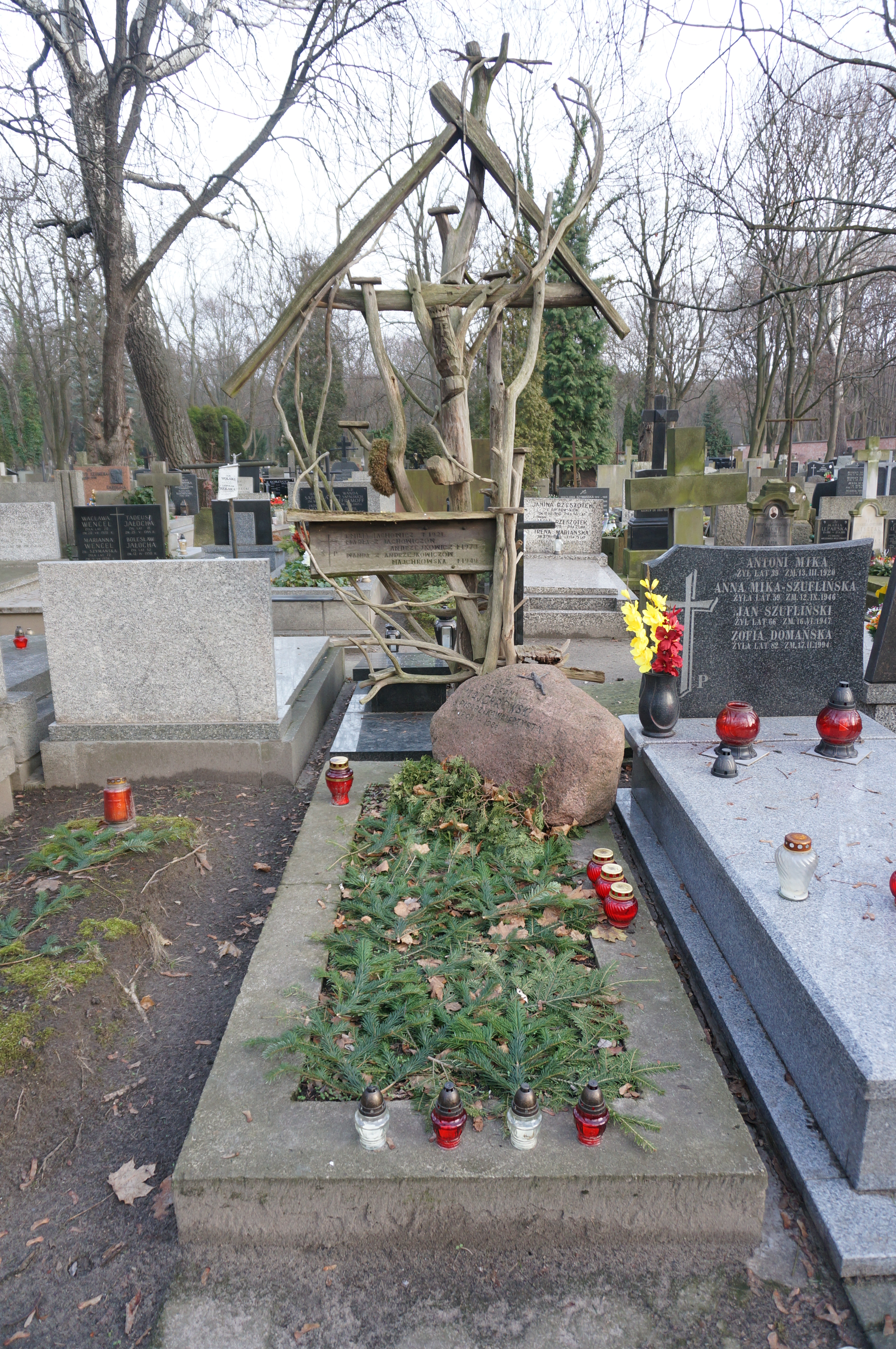
Grób Stefana Majchrowskiego na cmentarzu Powązkowskim

Stefan Majchrowski pseudonim literacki „Stefan Kos”, „Tomasz Grabiec” (ur. 13 marca 1908 w Grodzisku Mazowieckim, zm. 22 lutego 1988 w Warszawie) – polski pisarz, rotmistrz Wojska Polskiego II Rzeczypospolitej.

## Życiorys
Uczęszczał do warszawskiego Gimnazjum Rontalera, a następnie do Korpusu Kadetów Nr 1 we Lwowie, w którym złożył maturę. W 1927 roku został podchorążym Oficerskiej Szkoły Kawalerii w Grudziądzu. 15 sierpnia 1929 roku Prezydent RP mianował go podporucznikiem ze starszeństwem z dniem 15 sierpnia 1929 roku i 33. lokatą w korpusie oficerów kawalerii, a Minister Spraw Wojskowych wcielił do 7 pułku Ułanów Lubelskich w Mińsku Mazowieckim. 17 grudnia 1931 roku awansował na porucznika ze starszeństwem z dniem 1 stycznia 1932 roku i 37. lokatą w korpusie oficerów kawalerii. W latach 1938–1939 był słuchaczem XIX Kursu Wyższej Szkoły Wojennej w Warszawie. Na stopień rotmistrza został mianowany ze starszeństwem z 19 marca 1939 i 35. lokatą w korpusie oficerów kawalerii. W tym samym miesiącu zadebiutował na łamach prasy.
W kampanii wrześniowej 1939 roku walczył, jako oficer informacyjny w sztabie Podlaskiej Brygady Kawalerii. Wziął udział bitwie pod Kockiem. Po kapitulacji w niewoli niemieckiej, którą spędził w Oflagu VII A w Murnau w Bawarii. Udzielał się tam w działalności samokształceniowej i artystycznej (m.in. tłumacząc z angielskiego sztukę G.B. Shawa dla teatru obozowego). Na temat życia w obozie napisał później książkę Za drutami Murnau.
Po wyzwoleniu obozu przez wojska amerykańskie w 1945 służył w 2 Korpusie Polskim. Dalsze kształcenie wojskowe w Macerata, Włochy 1945. Jednocześnie prowadził m.in. działalność wydawniczą, w ramach wydawnictwa Rodło. W 1946 roku we Włoszech, pod pseudonimem „Stefan Kos”, wydał książkę Polska Droga. W tym samym roku, wraz z 2 Korpusem Polskim, został przeniesiony do Szkocji.
W 1947 roku wrócił do kraju i został tłumaczem z języka angielskiego, francuskiego i niemieckiego w agencji wydawniczej API. Podjął także współpracę z „Tygodnikiem Powszechnym”, publikując szereg artykułów na temat Gilberta K. Chestertona, G.B. Shawa i Thomasa More’a. Wkrótce potem zwolniony z pracy z agencji API, otrzymał tzw. „wilczy bilet”. Inwigilowany przez Urząd Bezpieczeństwa.
W końcu lat 40 XX w. rozpoczął pisanie słuchowisk i audycji dla Polskiego Radia, głównie dla dzieci i młodzieży, oraz artykułów o starej Warszawie do tygodnika „Stolica”.
Po „odwilży” 1956 zaczął pisać regularnie książki, które ukazywały się drukiem od 1957. Został członkiem Związku Literatów Polskich oraz Związku Autorów i Kompozytorów ZAiKS. Nie należał do partii politycznej.
Pochowany na cmentarzu Powązkowskim (kwatera 327-6-15).

## Ordery i odznaczenia
- Krzyż Oficerski Orderu Odrodzenia Polski – pośmiertnie 2009 „za wybitne zasługi dla niepodległości Rzeczypospolitej Polskiej, za działalność na rzecz przemian demokratycznych w Polsce oraz działalność kombatancką i społeczną, za osiągnięcia w podejmowanej z pożytkiem dla kraju pracy zawodowej i działalności społecznej” przez prezydenta Lecha Kaczyńskiego[6].
- Srebrny Krzyż Zasługi

## Wybrana twórczość
Opowieści biograficzne
- 1961 Pan Sienkiewicz
- 1965 Pan Fredro
- 1973 Opowieść o Józefie Wybickim
- 1975 Sienkiewicz. Opowieść biograficzna
- 1977 Dickens. Opowieść biograficzna
- 1982 O Julianie Niemcewiczu. Opowieść biograficzna

Wincenty Pol
Książki dla dzieci i młodzieży
- 1957 Spadkobiercy Pana Ziółko
- 1959 Knot, Pocieszko i Spółka
- 1961 Tajemnice wyspy Aotea
- 1970 Córka Księżyca

Powieści współczesne
- 1965 Przystanek za miastem
- 1992 Współcześni czarownicy (wyd. pośmiertnie)

Powieści historyczne
- 1961 Kopia i warkocze
- 1968 Jezioro Czarownic. Saga o Wenedach
- 1969 Taniec nad Jeziorem. Saga o Wenedach
- 1972 Narzeczona z Saragossy
- 1974 Upiór spod Płocka
- 1975 Karczma na Moczydle
- 1980 Awantury Pana na Jarczewie

Opowieści historyczne
- 1970 Za drutami Murnau
- 1972 Rodzina Hauke
- 1984 Niezwykłe postacie z czasów Powstania Listopadowego

Varsaviana
- 1960 W Warszawie, Sewerciu, życie wre, kipi...

Inne
- Słuchowiska i audycje radiowe (ok. 90)
- Podróż za granicę – komedia (prapremiera telewizyjna 1971)